# Saint-Hilaire-Saint-Mesmin
Pour les articles homonymes, voir Saint-Hilaire.
Saint-Hilaire-Saint-Mesmin est une commune française, située dans le département du Loiret en région Centre-Val de Loire.

## Géographie

### Localisation

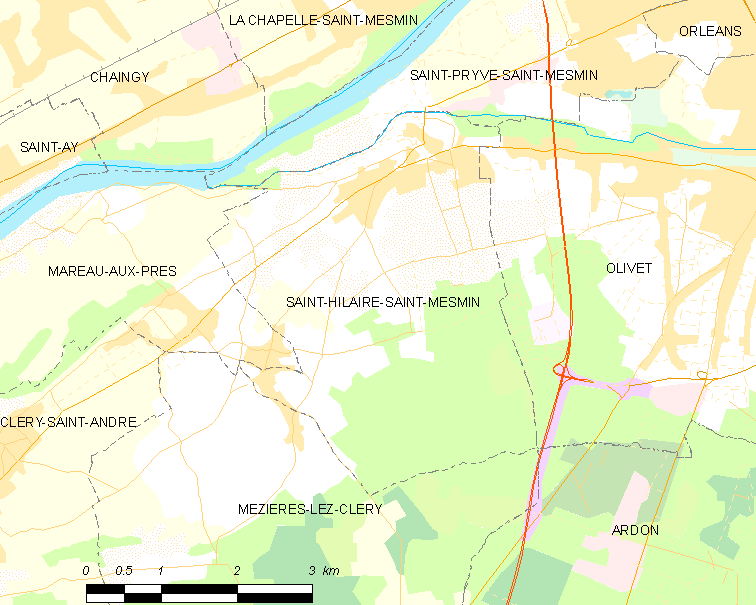
Carte de la commune de Saint-Hilaire-Saint-Mesmin et des communes limitrophes.

La commune de Saint-Hilaire-Saint-Mesmin se trouve dans le quadrant sud-ouest du département du Loiret, dans la région agricole du Val de Loire et l'aire urbaine d'Orléans. À vol d'oiseau, elle se situe à 7,3 km  d'Orléans, préfecture du département, et à 5,2 km d'Olivet, ancien chef-lieu du canton dont dépendait la commune avant mars 2015. La commune fait partie du bassin de vie d'Orléans.
Les communes les plus proches sont : La Chapelle-Saint-Mesmin (2,7 km), Mareau-aux-Prés (2,9 km), Saint-Pryvé-Saint-Mesmin (3,6 km), Chaingy (4,9 km), Olivet (5,2 km), Mézières-lez-Cléry (5,3 km), Saint-Ay (5,6 km), Saint-Jean-de-la-Ruelle (6,1 km), Ingré (6,2 km) et Cléry-Saint-André (7,3 km).
Il existe de nombreuses cultures maraîchères ou horticoles ainsi que des vignobles.

### Géologie et relief

#### Géologie
La commune se situe dans le sud du Bassin parisien, le plus grand des trois bassins sédimentaires français. Cette vaste dépression, occupée dans le passé par des mers peu profondes et des lacs, a été comblée, au fur et à mesure que son socle s’affaissait, par des sables et des argiles, issus de l’érosion des reliefs alentour, ainsi que des calcaires d’origine biologique, formant ainsi une succession de couches géologiques.
Les couches affleurantes sur le territoire communal sont constituées de formations superficielles du Quaternaire et de roches sédimentaires datant du Cénozoïque, l'ère géologique la plus récente sur l'échelle des temps géologiques, débutant il y a 66 millions d'années. La formation la plus ancienne est du calcaire de Pithiviers remontant à l’époque Miocène de la période Néogène. La formation la plus récente est des alluvions récentes des lits mineurs remontant à l’époque Holocène de la période Quaternaire. Le descriptif de ces couches est détaillé dans  la feuille « n°398 - La Ferté-Saint-Aubin » de la carte géologique au 1/50 000ème du département du Loiret, et sa notice associée.

Carte géologique de la commune.

|  | Fz : | alluvions récentes des lits mineurs, Holocène                                                     |
|  | FC : | alluvions et colluvions du fond des vallées secondaires, Holocène                                 |
|  | Fy : | alluvions récentes des levées et montilles de la Loire et des basses terrasses du Loing, Holocène |
|  | Fw : | alluvions de haute terrasse de la Loire, Pléistocène (Riss), terrasse +10 -15 m                   |

|  | m2MCO : | marnes et calcaires de l'Orléanais, Burdigalien |
|  | m1CPi : | calcaire de Pithiviers, Aquitanien              |

#### Relief
La superficie cadastrale de la commune publiée par l’Insee, qui sert de référence dans toutes les statistiques, est de 14,12 km2,. La superficie géographique, issue de la BD Topo, composante du Référentiel à grande échelle produit par l'IGN, est quant à elle de 14,07 km2. Son relief est relativement plat puisque la dénivelée maximale atteint 18 mètres. L'altitude du territoire varie entre 87 m et 105 m.

### Climat
Pour des articles plus généraux, voir Climat du Centre-Val de Loire et Climat du Loiret.
En 2010, le climat de la commune est de type climat océanique dégradé des plaines du Centre et du Nord, selon une étude du CNRS s'appuyant sur une série de données couvrant la période 1971-2000. En 2020, Météo-France publie une typologie des climats de la France métropolitaine dans laquelle la commune est exposée à un climat océanique altéré et est dans la région climatique Moyenne vallée de la Loire, caractérisée par une bonne insolation (1 850 h/an) et un été peu pluvieux.
Pour la période 1971-2000, la température annuelle moyenne est de 11 °C, avec une amplitude thermique annuelle de 15,4 °C. Le cumul annuel moyen de précipitations est de 687 mm, avec 10,4 jours de précipitations en janvier et 7 jours en juillet. Pour la période 1991-2020, la température moyenne annuelle observée sur la station météorologique de Météo-France la plus proche, sur la commune de Fleury-les-Aubrais à 10 km à vol d'oiseau, est de 11,7 °C et le cumul annuel moyen de précipitations est de 728,8 mm,. Pour l'avenir, les paramètres climatiques de la commune estimés pour 2050 selon différents scénarios d'émission de gaz à effet de serre sont consultables sur un site dédié publié par Météo-France en novembre 2022.

### Milieux naturels et biodiversité

#### Sites Natura 2000
Le réseau Natura 2000 est un réseau écologique européen de sites naturels d’intérêt écologique élaboré à partir des Directives «Habitats » et «Oiseaux ». Ce réseau est constitué de Zones Spéciales de Conservation (ZSC) et de Zones de Protection Spéciale (ZPS). Dans les zones de ce réseau, les États Membres s'engagent à maintenir dans un état de conservation favorable les types d'habitats et d'espèces concernés, par le biais de mesures réglementaires, administratives ou contractuelles. L'objectif est de promouvoir une gestion adaptée des habitats tout en tenant compte des exigences économiques, sociales et culturelles, ainsi que des particularités régionales et locales de chaque État Membre. les activités humaines ne sont pas interdites, dès lors que celles-ci ne remettent pas en cause significativement l’état de conservation favorable des habitats et des espèces concernés,. Les sites Natura 2000 présents sur le territoire communal de Saint-Hilaire-Saint-Mesmin sont au nombre de deux.
| Nom                                                 | Numéro    | Type                       | Arrêté        | Superficie | Description |
| --------------------------------------------------- | --------- | -------------------------- | ------------- | ---------- | --- |
| Vallée de la Loire de Tavers à Belleville-sur-Loire | FR2400528 | SIC (Directive "Habitats") | 13 avril 2007 | 7 120 ha   | Le site concerne 51 communes. La délimitation de ce site Natura 2000 est très proche de celle correspondant à la Directive Oiseaux. L'intérêt majeur du site repose sur les milieux ligériens liés à la dynamique du fleuve, qui hébergent de nombreuses espèces citées en annexe II de la directive Habitats. Il est situé dans la frange sud de la commune. |
| Vallée de la Loire du Loiret                        | FR2410017 | ZPS (Directive "Oiseaux")  | 4 mai 2007    | 7 684 ha   | Le site concerne la vallée de la Loire dans le Loiret. Cette ZPS se poursuit en amont et en aval sur les départements voisins. L'intérêt majeur du site repose sur les milieux et les espèces ligériens liés à la dynamique du fleuve. Ces milieux hébergent de nombreuses espèces citées en annexe I de la directive Oiseaux. Le site est caractérisé par la présence de colonies nicheuses de sternes naine et pierregarin et de mouette mélanocéphale. Des sites de pêche du Balbuzard pêcheur sont également présents. Le site est également lieu de reproduction du bihoreau gris, de l'aigrette garzette, de la bondrée apivore, du milan noir, de l'œdicnème criard, du martin-pêcheur, du pic noir, de la pie-grièche écorcheur. Il est situé dans la frange sud de la commune. |

Sélection de représentants de l'avifaune de la zone Natura 2000 « Vallée de la Loire du Loiret ».
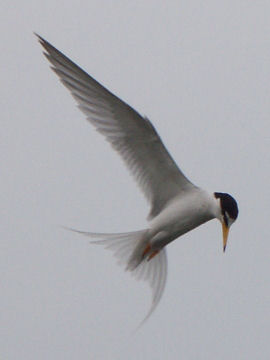
Sterne naine
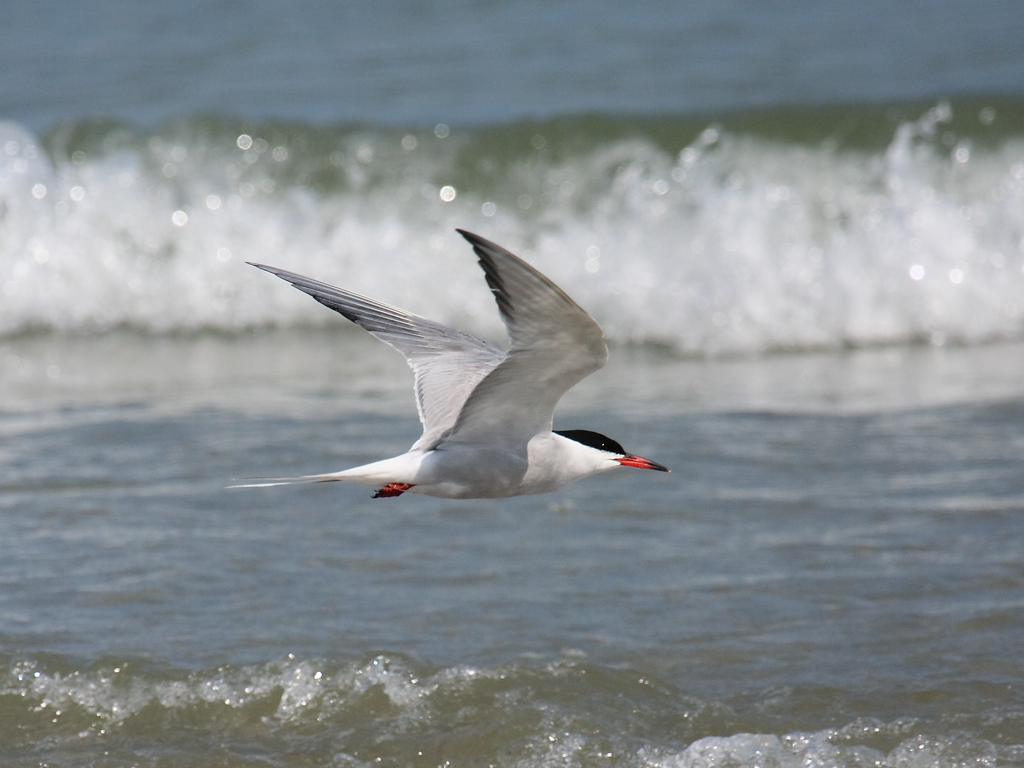
Sterne pierregarin
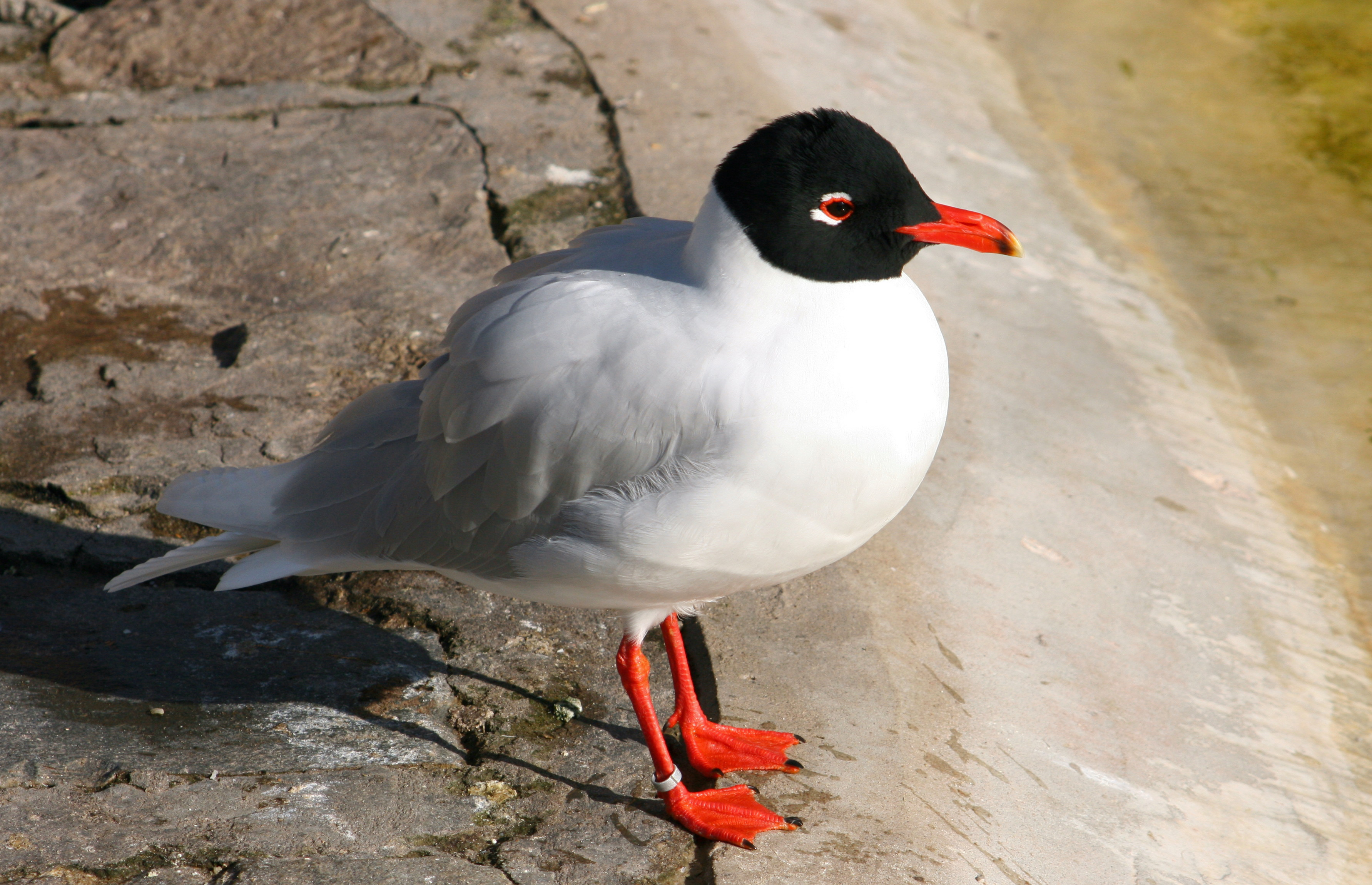
Mouette mélanocéphale
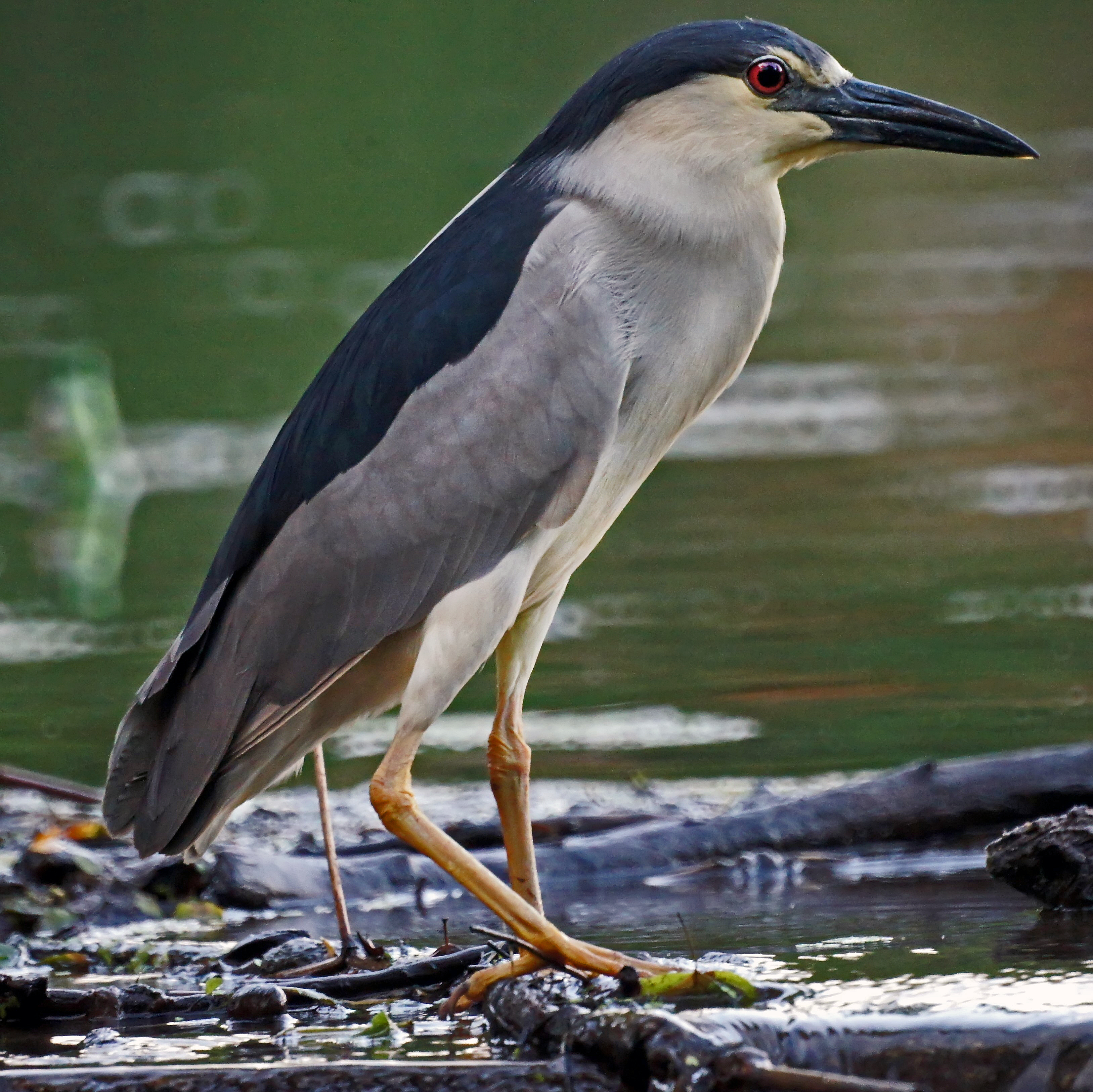
Bihoreau gris
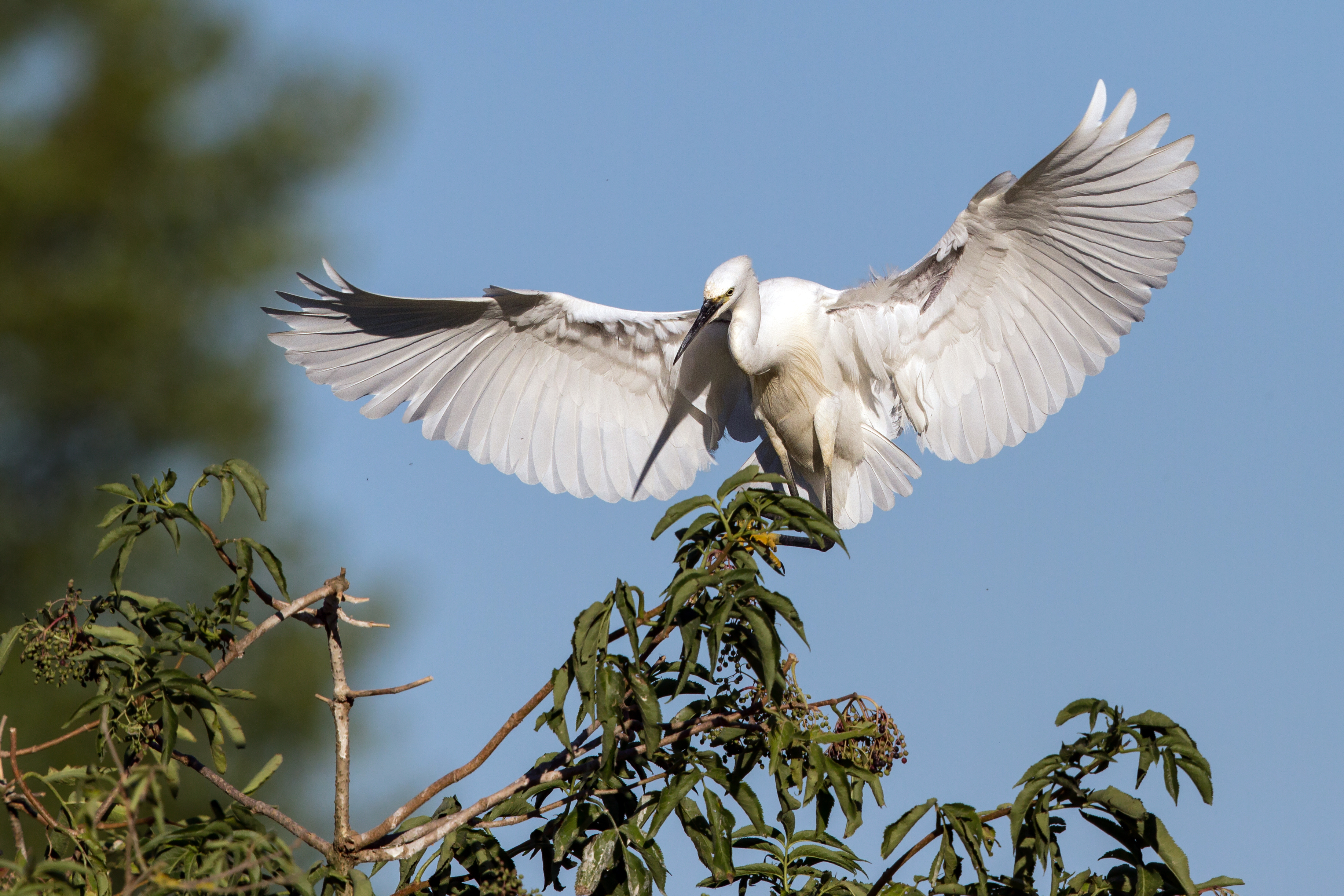
Aigrette garzette
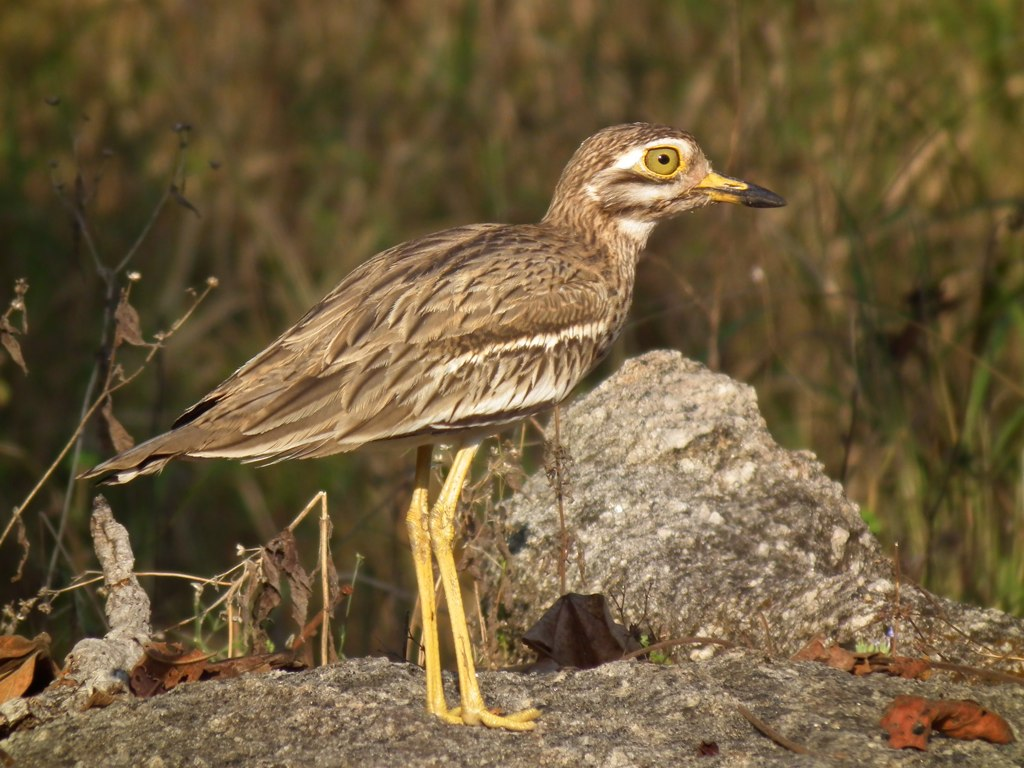
Œdicnème criard
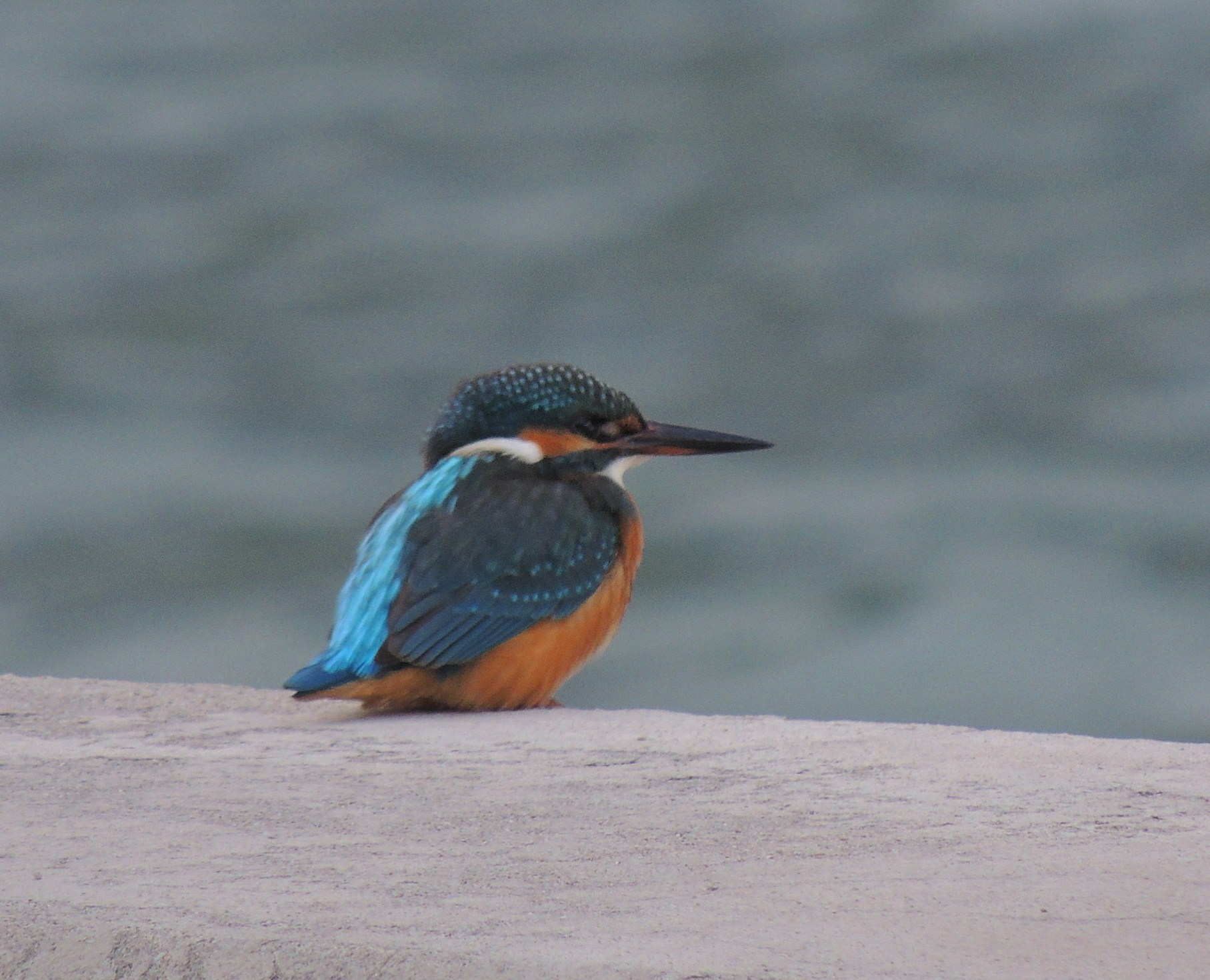
Martin-pêcheur d'Europe

#### Zones nationales d'intérêt écologique, faunistique et floristique
L’inventaire des zones naturelles d'intérêt écologique, faunistique et floristique (ZNIEFF) a pour objectif de réaliser une couverture des zones les plus intéressantes sur le plan écologique, essentiellement dans la perspective d’améliorer la connaissance du patrimoine naturel national et de fournir aux différents décideurs un outil d’aide à la prise en compte de l’environnement dans l’aménagement du territoire. Le territoire communal de Saint-Hilaire-Saint-Mesmin comprend trois ZNIEFF.

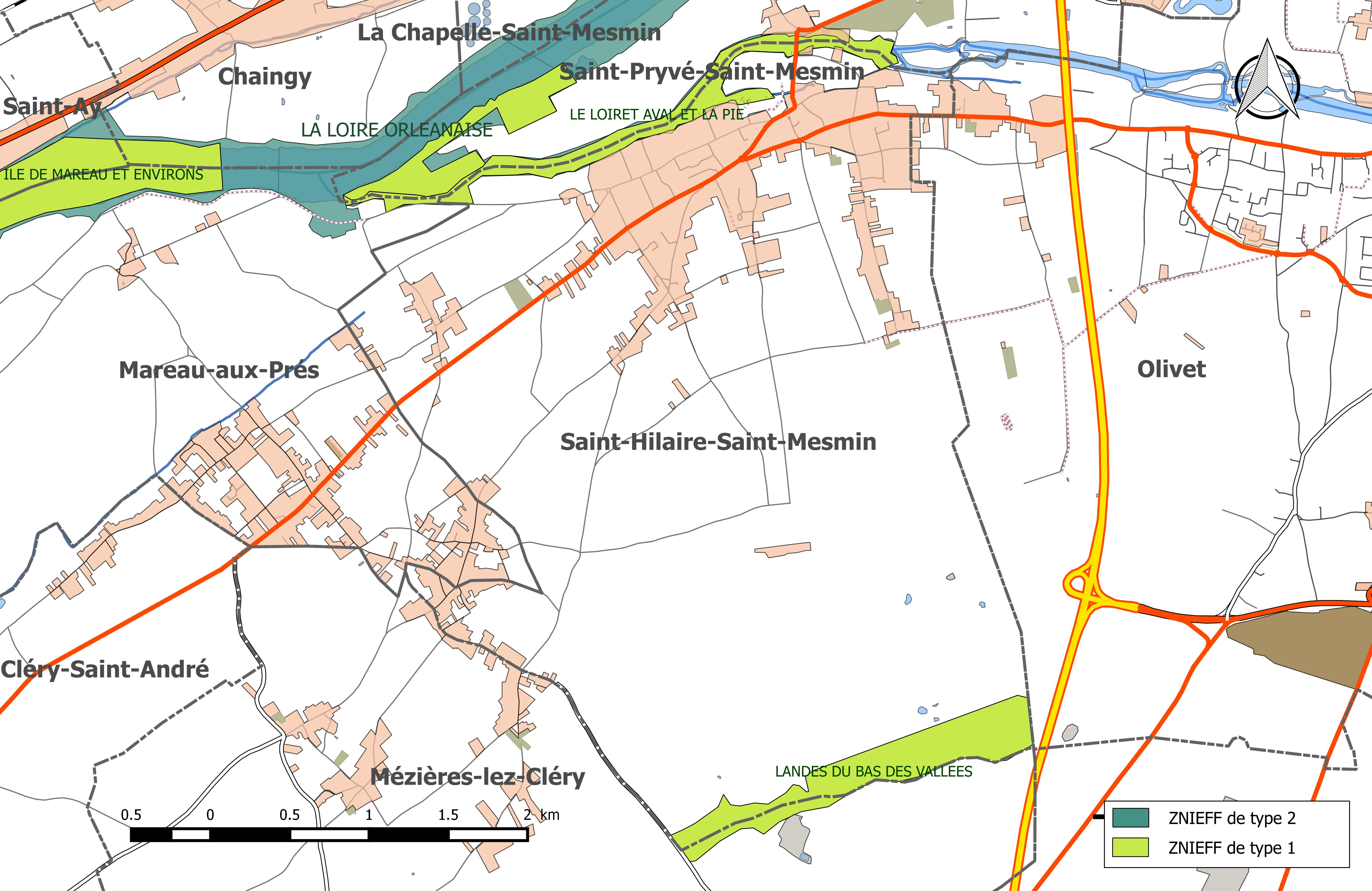
Carte des ZNIEFF de la commune et de ses abords.

| Désignation                                        | Description |
| -------------------------------------------------- | --- |
| « La loire orléanaise » type 2 5 458 hectares      | La zone s'étend sur 37 communes, dont Dampierre-en-Burly, et se superpose pour la commune à la zone Natura 2000 de nom similaire. Elle correspond à la boucle septentrionale du fleuve. Son altitude varie entre 80 et 135 m. Elle se caractérise par un lit mineur largement occupé par des îles et grèves sableuses. Ces milieux soumis au marnage annuel recèlent de multiples habitats plus ou moins temporaires. C'est pratiquement la seule section qui présente des méandres. On observe, sur les basses terrasses, quelques formations sablo-calcaires. |
| « Landes du bas des vallées » type 1 54 hectares   | La zone s'étend sur trois communes : Mézières-lez-Cléry, Olivet et Saint-Hilaire-Saint-Mesmin. Elle se situe au Sud de la commune de Saint-Hilaire-Saint-Mesmin et jouxte le chemin dit des Marnières qui joint Mézières-lez-Cléry au Bois de Noras. Son altitude est de 100 m. La zone se situe ici au fond d'une vallée sèche qui a mis à nu des calcaires marneux (la partie supérieure des calcaires de Beauce), mais dont les flancs sont tapissés de colluvions argilo-siliceuses. Cette configuration est unique en Sologne et elle a été signalée dès le XVIIIe siècle sous la dénomination de "Vallée aux Moines". Le flanc nord du vallon était alors en partie planté de vignes. Le fond a fait l'objet d'extraction de marne jusqu'aux années 1930. Les landes abritent une station étendue d'Halimium umbellatum, espèce protégée en région Centre. |
| « Le Loiret aval et la Pie » type 1 41,44 hectares | La zone s'étend sur trois communes : Mareau-aux-Prés, Saint-Hilaire-Saint-Mesmin et Saint-Pryvé-Saint-Mesmin. Son altitude varie entre 90 et 92 m. Dans sa partie terminale, le Loiret présente un tronçon très représentatif des rivières de plaine à végétation de renoncule flottante. Les grands radeaux monospécifiques composés par cette espèce sont complétés, dans les secteurs au courant moins vif, par des hydrophytes comme l'élodée du Canada (Elodea canadensis), la myriophylle en épis (Myriophyllum spicatum), Groenlandia densa, le potamot perfolié (Potamogeton perfoliatus), Butomus umbellatus (forme immergée). Les secteurs moins profonds sont occupés par d'importants tapis de cresson de fontaine (Nasturtium officinale). |

## Histoire
Le duc François de Guise y a été assassiné en 1563 par Jean de Poltrot de Méré (Il s'agit du père d’Henri Ier de Guise, le plus connu des ducs de Guise, assassiné au château de Blois).
Une gare des tramways de Sologne se situait dans la commune.

## Blasonnement
|  | Les armoiries de Saint-Hilaire-Saint-Mesmin se blasonnent ainsi : De sinople au pont de Saint Nicolas, le tout d'argent, brochant sur une crosse d'évêque et une crosse d'abbé passées en sautoir d'or, le tout brochant sur une champagne d'azur. |

## Urbanisme

### Typologie
Au 1er janvier 2024, Saint-Hilaire-Saint-Mesmin est catégorisée ceinture urbaine, selon la nouvelle grille communale de densité à sept niveaux définie par l'Insee en 2022.
Elle appartient à l'unité urbaine d'Orléans, une agglomération intra-départementale regroupant 19  communes, dont elle est une commune de la banlieue,,. Par ailleurs la commune fait partie de l'aire d'attraction d'Orléans, dont elle est une commune de la couronne,. Cette aire, qui regroupe 136 communes, est catégorisée dans les aires de 200 000 à moins de 700 000 habitants,.

### Occupation des sols
L'occupation des sols de la commune, telle qu'elle ressort de la base de données européenne d’occupation biophysique des sols Corine Land Cover (CLC), est marquée par l'importance des territoires agricoles (47,5 % en 2018), en diminution par rapport à 1990 (55,3 %). La répartition détaillée en 2018 est la suivante : 
forêts (31,9 %), cultures permanentes (22,6 %), zones agricoles hétérogènes (21,5 %), zones urbanisées (15,4 %), milieux à végétation arbustive et/ou herbacée (5,2 %), terres arables (3,5 %).
L'évolution de l’occupation des sols de la commune et de ses infrastructures peut être observée sur les différentes représentations cartographiques du territoire : la carte de Cassini (XVIIIe siècle), la carte d'état-major (1820-1866) et les cartes ou photos aériennes de l'IGN pour la période actuelle (1950 à aujourd'hui).

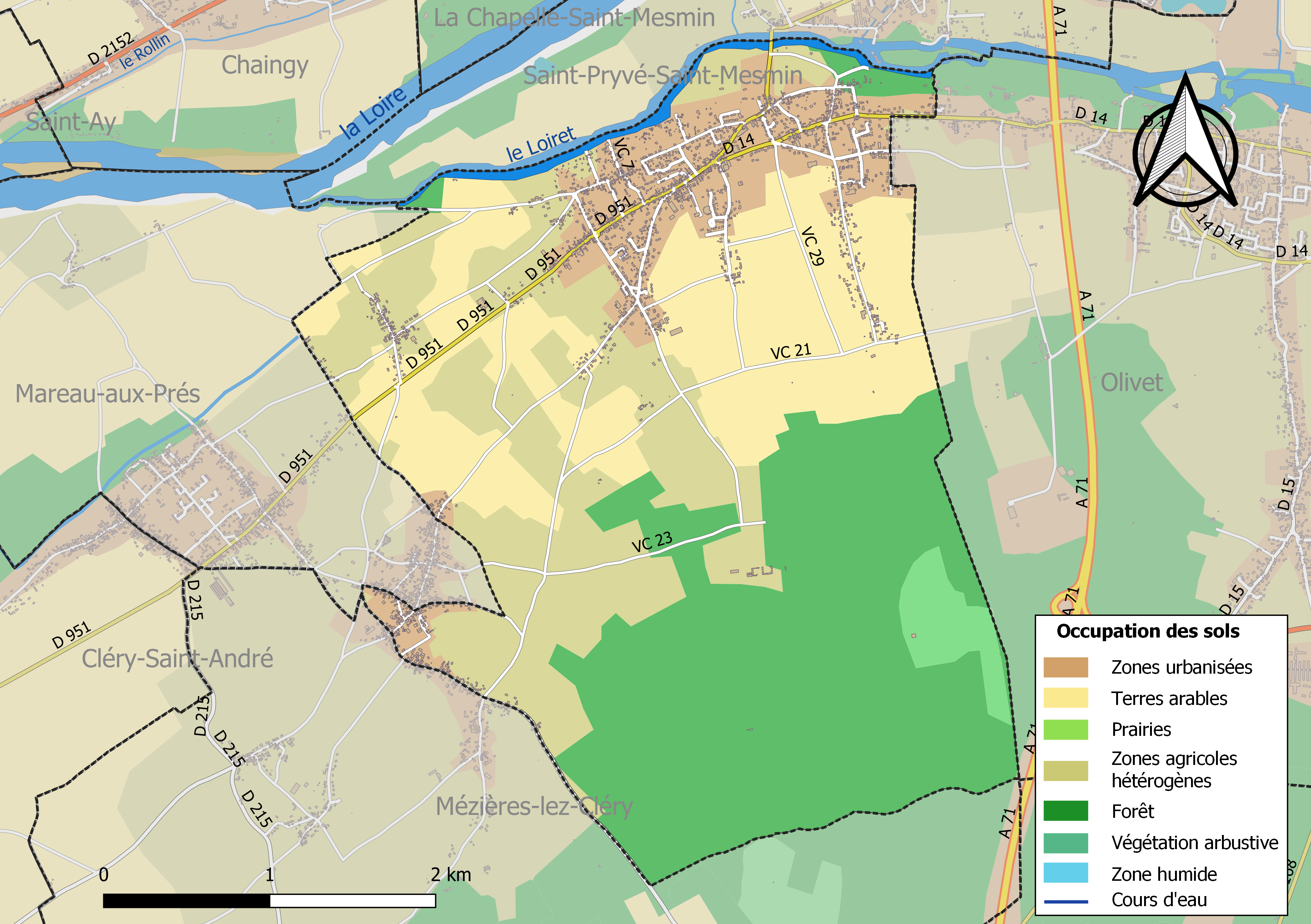
Carte des infrastructures et de l'occupation des sols de la commune en 2018 (CLC).
Carte orthophotographique de la commune en 2016.

### Voies de communication et transports

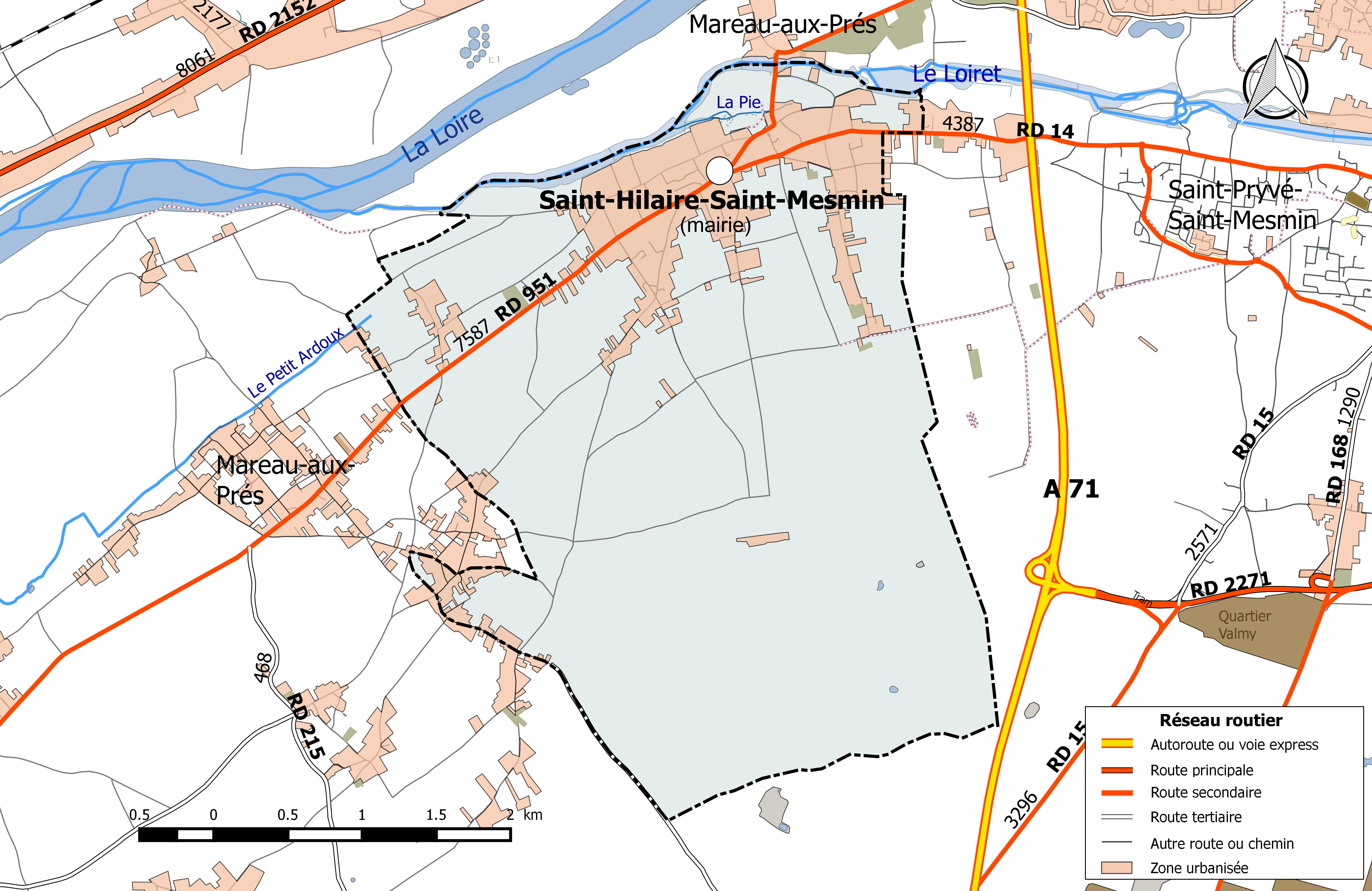
Réseau routier principal de la commune de Saint-Hilaire-Saint-Mesmin (avec indication du trafic routier 2014).

- Transports  (TAO)
- ligne 16
- ligne 42
- ligne 58

### Risques naturels et technologiques majeurs
La commune de Saint-Hilaire-Saint-Mesmin est vulnérable à différents aléas naturels : inondations (par débordement de la Loire ou de ruisseaux), climatiques (hiver exceptionnel ou canicule), mouvements de terrains ou sismique. Elle est également exposée à un risque technologique : le transport de matières dangereuses,. Entre 1985 et 2016, huit arrêtés ministériels ayant porté reconnaissance de catastrophe naturelle ont été pris pour le territoire de la commune de Saint-Hilaire-Saint-Mesmin dont deux pour des inondations et coulées de boue et six pour des mouvements de terrain.

#### Risque d'inondation

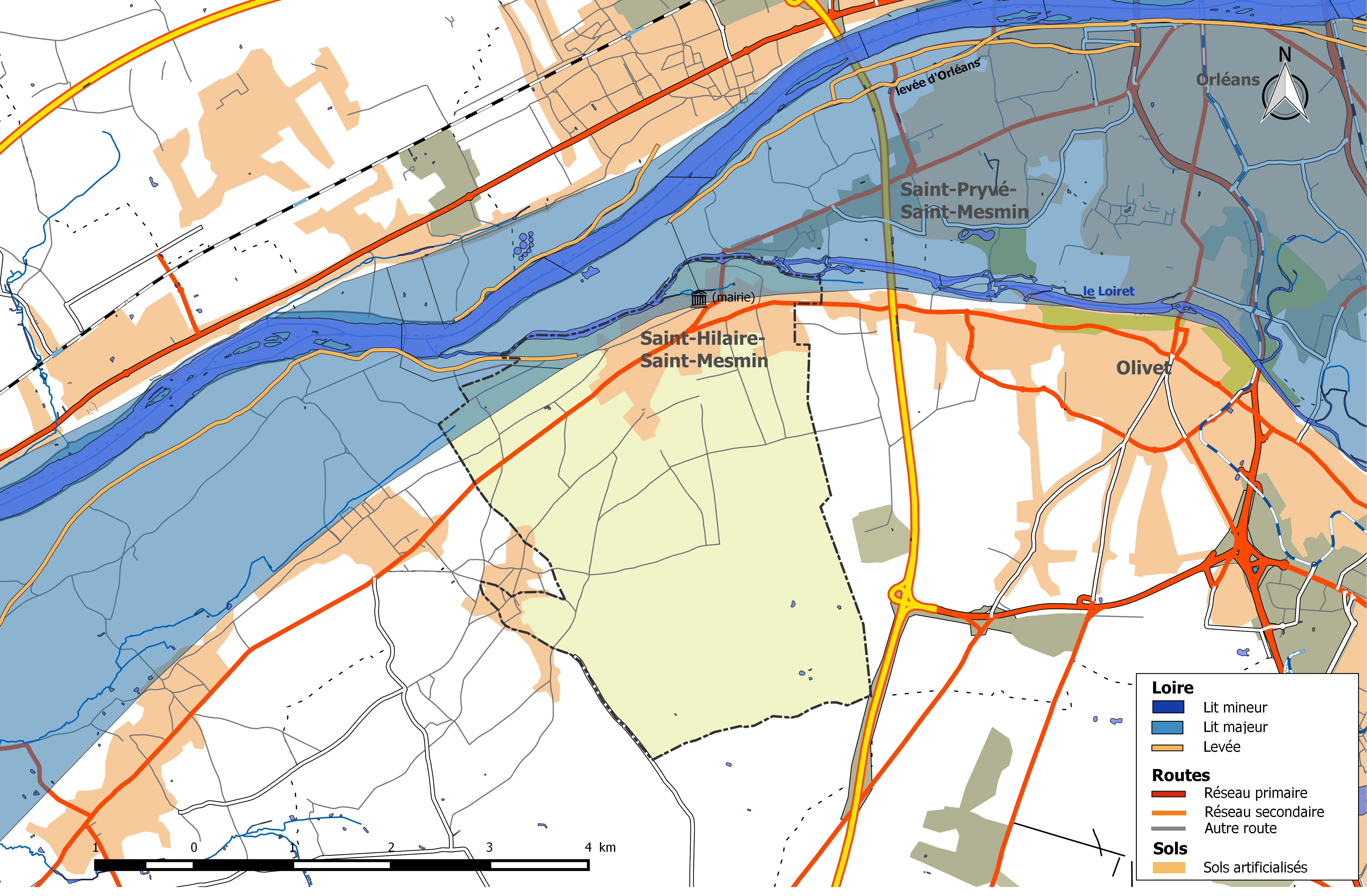
Zone inondable de la commune de Saint-Hilaire-Saint-Mesmin.

La Loire est à l'origine des dégâts les plus importants sur la commune en cas de crue majeure. Les crues historiques sont celles de 1846, 1856, 1866 et 1907. Aucune crue n'a atteint depuis 1907 les hauteurs atteintes lors de ces événements catastrophiques.
La zone inondable de la commune de Saint-Hilaire-Saint-Mesmin couvre une surface de 62 hectares, soit 4 % du territoire communal. Cette zone se répartit en 15 ha en espaces agricoles, 14 ha en eau, 24 ha en espaces naturels et 9 ha en surfaces urbanisées. 48 personnes résident dons cette zone. Elle fait partie du val d'Orléans qui s’étend sur 33 km de longueur, du hameau de Bouteille à l’amont au confluent du Loiret à l’aval, et couvre une partie du territoire de la commune. Ce val est protégé par une levée en terre, la levée d'Orléans, de 45 km de longueur, interrompue à 3,5 km environ en amont du confluent du Loiret. Il est inondé par le remous de la Loire dans la confluence du Loiret dès les premières crues simulées. Cette levée a été renforcée sur toute sa longueur. Le niveau de protection historique est celui visé par la construction du déversoir de Jargeau, aménagé à la fin du XIXe siècle à l'emplacement des brèches qui s'étaient produites en 1846, 1856 et 1866 et conçu initialement pour fonctionner au-delà de la cote de Loire à l'échelle d'Orléans proche de 6 m (crue de 1825, n'ayant pas occasionné de brèches). Les lignes d’eau en crue ont toutefois beaucoup changé depuis du fait de l’évolution morphologique du lit de la Loire, conséquence des ouvrages de navigation qui ont été réalisés au XIXe siècle  et de l’extraction massive de matériaux en deuxième partie du XXe siècle. Le déversoir ne remplit donc plus sa fonction de protéger la levée d’Orléans des surverses et il ne permet plus de définir l’objectif de protection du système d’endiguement.
L'analyse menée dans le cadre de l'étude de danger des digues, montre qu'aujourd'hui, le niveau de protection apparent de la levée est associé à une crue de période de retour d'environ 200 ans, soit une hauteur d'eau à l'échelle d'Orléans estimée à 5,75 m. Les zones de surverses probables mises en évidence se situent de l'amont vers l'aval, à Guilly, Tigy et Saint-Denis-en-Val (lieu-dit de Château Lumina). Par ailleurs, ces études montrent aussi que des défaillances avant dépassement des ouvrages sont probables, en particulier à Guilly, Tigy et Saint-Pryvé-Saint-Mesmin. Pour le secteur de Guilly, la probabilité de rupture n'est plus négligeable dès la crue de période de retour de 70 ans, soit une cote d'environ 4,60 m à l'échelle d'Orléans. Cette cote définit le niveau de sûreté actuel de la digue d'Orléans et correspond au seuil de déclenchement du plan d'évacuation massive de l'agglomération d'Orléans en cas de crue.
Le risque d'inondation est pris en compte dans l'aménagement du territoire de la commune par le biais du Plan de prévention du risque inondation (PPRI) du val d'Orléans - val amont, approuvé le 20 janvier 2015. Deux documents permettent de définir les modalités de gestion de crise et d'organisation des secours : au niveau départemental, le Dispositif ORSEC départemental spécialisé déclenché en cas d'inondation de la Loire, le plan ORSIL, et au niveau communal le plan communal de sauvegarde.

#### Risque de mouvements de terrain
Le territoire de la commune peut être concerné par un risque d'effondrement de cavités souterraines non connues. Une cartographie départementale de l'inventaire des cavités souterraines et des désordres de surface a été réalisée. Il a été recensé sur la commune plusieurs effondrements de cavités.
Par ailleurs, le sol du territoire communal peut faire l'objet de mouvements de terrain liés à la sécheresse. Le phénomène de retrait-gonflement des argiles est la conséquence d'un changement d'humidité des sols argileux. Les argiles sont capables de fixer l'eau disponible mais aussi de la perdre en se rétractant en cas de sécheresse. Ce phénomène peut provoquer des dégâts très importants sur les constructions (fissures, déformations des ouvertures) pouvant rendre inhabitables certains locaux. Celui-ci a particulièrement affecté le Loiret après la canicule de l'été 2003. Une grande partie du territoire de la commune est soumis à un aléa « faible » face à ce risque, selon l'échelle définie par le Bureau de recherches géologiques et minières (BRGM), la partie nord est en aléa « fort ».

## Politique et administration

### Découpage territorial

#### Bloc communal: Commune et intercommunalités
La paroisse de Saint Hilaire Saint Mesmin acquiert le statut de municipalité avec le  décret du 12 novembre 1789 de l'Assemblée Nationale puis celui de « commune », au sens de l'administration territoriale actuelle, par le décret de la Convention nationale du 10 brumaire an II (31 octobre 1793). Il faut toutefois attendre la loi du 5 avril 1884 sur l'organisation municipale pour qu'un régime juridique uniforme soit défini pour toutes les communes de France, point de départ de l’affirmation progressive des communes face au pouvoir central.
Aucun événement de restructuration majeure du territoire, de type suppression, cession ou réception de territoire, n'a affecté la commune depuis sa création.
La commune est membre de la Communauté de l’Agglomération orléanaise depuis sa création le 24 novembre 1998. Cette communauté de communes devient communauté d'agglomération Orléans Val de Loire le 27 décembre 2001 puis communauté urbaine à compter du 1er janvier 2017, sous la dénomination Orléans Métropole, et enfin métropole avec la même dénomination à compter du 1er mai 2017.

#### Circonscriptions de rattachement
Sous l'Ancien Régime, à la veille des États généraux de 1789, la paroisse de Saint Hilaire Saint Mesmin était rattachée sur le plan ecclésiastique à l'ancien diocèse d'Orléans, sur le plan judiciaire au bailliage d'Orléans , sur le plan militaire au gouvernement d'Orléans et sur le plan administratif à la généralité d'Orléans, élection d'Orléans,.
La loi du 22 décembre 1789 divise le pays en 83 départements découpés chacun en six à neuf districts eux-mêmes découpés en cantons regroupant des communes. Les districts, tout comme les départements, sont le siège d’une administration d’État et constituent à ce titre des circonscriptions administratives. La commune de Saint Hilaire Saint Mesmin est alors incluse dans le canton d'Olivet, le district d'Orléans et le département du Loiret.
La recherche d’un équilibre entre la volonté d’organiser une administration dont les cadres permettent l’exécution et le contrôle des lois d’une part, et la volonté d’accorder une certaine autonomie aux collectivités de base (paroisses, bourgs, villes) d’autre part, s’étale de 1789 à 1838. Les découpages territoriaux évoluent ensuite au gré des réformes visant à décentraliser ou recentraliser l'action de l'État. La régionalisation fonctionnelle des services de l'État (1945-1971) aboutit à la création de régions. L'acte I de la décentralisation de 1982-1983 constitue une étape importante en donnant l'autonomie aux collectivités territoriales, régions, départements et communes. L'acte II intervient en 2003-2006, puis l'acte III en 2012-2015.
Le tableau suivant présente les rattachements, au niveau infra-départemental, de la commune de Saint-Hilaire-Saint-Mesmin aux différentes circonscriptions administratives et électorales ainsi que l'historique de l'évolution de leurs territoires.
| Circonscription             | Nom                 | Période   | Type                         | Évolution du découpage territorial |
| --------------------------- | ------------------- | --------- | ---------------------------- | --- |
| District                    | Orléans             | 1790-1795 | Administrative               | La commune est rattachée au district d'Orléans de 1790 à 1795,. La Constitution du 5 fructidor an III, appliquée à partir de vendémiaire an IV (1795) supprime les districts, rouages administratifs liés à la Terreur, mais maintient les cantons qui acquièrent dès lors plus d'importance. |
| Canton                      | Olivet              | 1790-1801 | Administrative et électorale | Le 10 février 1790, la municipalité de Saint Hilaire Saint Mesmin est rattachée au canton d'Olivet,. Les cantons sont supprimés, en tant que découpage administratif, par une loi du 26 juin 1793, et ne conservent qu'un rôle électoral. Ils permettent l’élection des électeurs du second degré chargés de désigner les députés. Les cantons acquièrent une fonction administrative avec la disparition des districts en 1795. |
| Canton                      | Olivet              | 1801-1806 | Administrative et électorale | Sous le Consulat, un redécoupage territorial visant à réduire le nombre de justices de paix ramène le nombre de cantons dans le Loiret de 59 à 31. Saint Hilaire Saint Mesmin est alors rattachée par arrêté du 9 vendémiaire an X (30 septembre 1801) au canton d'Olivet, sous le nom de Saint-Hilaire Saint-Mesmin,. |
| Canton                      | Orléans-Sud         | 1806-1973 | Administrative et électorale | En 1806, la commune est rattachée au canton d'Orléans-Sud, un canton nouveau formé du faubourg Saint-Marceau et de toutes les communes du canton d'Olivet qui est supprimé. |
| Canton                      | Olivet              | 1973-2015 | Administrative et électorale | En 1973, la commune est rattachée au canton d'Olivet. |
| Canton                      | Olivet              | 2015-     | Électorale                   | La loi du 17 mai 2013 et ses décrets d'application publiés en février et mars 2014 introduisent un nouveau découpage territorial pour les élections départementales. La commune est alors rattachée au nouveau canton d'Olivet. Depuis cette réforme, plus aucun service de l'État n'exerce sa compétence sur un territoire s'appuyant sur le nouveau découpage cantonal. Le canton a disparu en tant que circonscription administrative de l'État ; il est désormais uniquement une circonscription électorale destinée à l'élection d'un binôme de conseillers départementaux siégeant au conseil départemental. |
| Arrondissement              | Orléans             | 1801-     | Administrative               | Saint-Hilaire Saint-Mesmin est rattachée à l'arrondissement d'Orléans depuis sa création en 1801,. |
| Circonscription législative | 1re circonscription | 2010-     | Électorale                   | Lors du découpage législatif de 1986, le nombre de circonscriptions législatives passe dans le Loiret de 4 à 5. Un nouveau redécoupage intervient en 2010 avec la loi du 23 février 2010. En attribuant un siège de député « par tranche » de 125 000 habitants, le nombre de circonscriptions par département varie désormais de 1 à 21,. Dans le Loiret, le nombre de circonscriptions passe de cinq à six. La réforme n'affecte pas Saint-Hilaire-Saint-Mesmin qui reste rattachée à la première circonscription.                                                                                               |

#### Collectivités de rattachement
La commune de Saint-Hilaire-Saint-Mesmin est rattachée au département du Loiret et à la région Centre-Val de Loire, à la fois circonscriptions administratives de l'État et collectivités territoriales.

### Politique et administration municipales

#### Conseil municipal et maire
Depuis les élections municipales de 2014, le conseil municipal  de Saint-Hilaire-Saint-Mesmin, commune de plus de 1 000 habitants, est élu au scrutin proportionnel de liste à deux tours (sans aucune modification possible de la liste), pour un mandat de six ans renouvelable. Il est composé de 23 membres. L'exécutif communal est constitué par le maire, élu par le conseil municipal, parmi ses membres, pour un mandat de six ans, c'est-à-dire pour la durée du mandat du conseil. Stéphane Chouin est maire depuis 2014.

| Période   | Période          | Identité         | Étiquette      | Qualité                           |
| --------- | ---------------- | ---------------- | -------------- | --------------------------------- |
| 1944      | 1945             | Langibout Félix  |                |                                   |
| 1945      | 1965             | Durand René      |                |                                   |
| 1965      | 1971             | Montigny Jean    |                |                                   |
| 1971      | 1978 (démission) | Pochard Charles  |                |                                   |
| 1978      | mars 2014        | Christian Olive  | UDF puis MoDem | Responsable gestion               |
| mars 2014 | mai 2020         | Patrick Pinault  |                | Retraité salarié du secteur privé |
| mai 2020  | En cours         | Stéphane Chouin, | DVD            | Cadre de la fonction publique     |

## Équipements et services publics

### Gestion de l'eau

#### Eau potable
La Ville de Saint-Hilaire-Saint-Mesmin est alimentée en eau potable par un forage, La Fleur de Lys, pompant l'eau à 100 m de profondeur dans la nappe souterraine des calcaires de Beauce, mis en service en 1956. Ce captage est géré par le C3M, Syndicat Intercommunal d'eau potable et d'assainissement regroupant Cléry-Saint-André, Mézières-lez-Cléry, Mareau-aux-Prés et les Muids de Saint-Hilaire-Saint-Mesmin.
Le service public d’eau potable est une compétence obligatoire des communes depuis  l’adoption de la loi du 30 décembre 2006 sur l’eau et les milieux aquatiques. La commune assurait quant à elle la maîtrise d'ouvrage et l'exploitation en régie de la production et de la distribution de l'eau potable sur le territoire communal depuis la création du premier réseau en 1956. La gestion de l’eau étant une compétence obligatoire des communautés urbaines et des métropoles, la communauté urbaine Orléans Métropole s'est substituée à la commune pour la mise en œuvre du service public d'eau potable lors de la transformation de la communauté d'agglomération Val de Loire en communauté urbaine le 1er janvier 2017, puis c'est la métropole Orléans Métropole le 1er mai 2017 qui a pris cette compétence.

#### Eaux usées
La compétence assainissement est assurée depuis le 1er janvier 2002 par la Communauté de l'Agglomération Orléans Val de Loire, puis le 1er janvier 2017 par la communauté urbaine et enfin depuis le 1er mai 2017 par Orléans Métropole.
Depuis le 1er mai 2016, la métropole a signé un contrat de délégation de service public avec la société Suez Environnement pour l'exploitation des réseaux et ouvrages de transport de 11 communes du territoire métropolitain dont Olivet. Le réseau comprend un réseau séparatif eaux usées de 13 813 ml et un réseau d'eaux pluviales de 9 667 ml. Sur la commune, on  compte 7 stations de relevage pour les eaux usées. Ces stations peuvent contenir de une à quatre pompes  dont les puissances peuvent varier de 1,3 kW à 140 kW (soit de 3 l/s à 450 l/s).
Un zonage d'assainissement a été réalisé par l’AgglO et a été approuvé par  délibération du conseil de communauté du 15 avril 2004. Si la majeure partie du territoire est en assainissement collectif, la partie sud-ouest de la commune ainsi qu'une petite zone au nord-ouest du Loiret sont en zone  d’assainissement non collectif. La commune est raccordée à la station d'épuration de l'Île Arrault, située sur le territoire de Saint-Pryvé-Saint-Mesmin. Cet équipement, dont la capacité est de 95 000 EH, le deuxième plus important sur le territoire d'Orléans Métropole après la station de La Chapelle-Saint-Mesmin, a été mise en service le 1er janvier 1972. L’exploitation de cette station d’épuration est assurée depuis mai 2016 par Véolia.

### Gestion des déchets

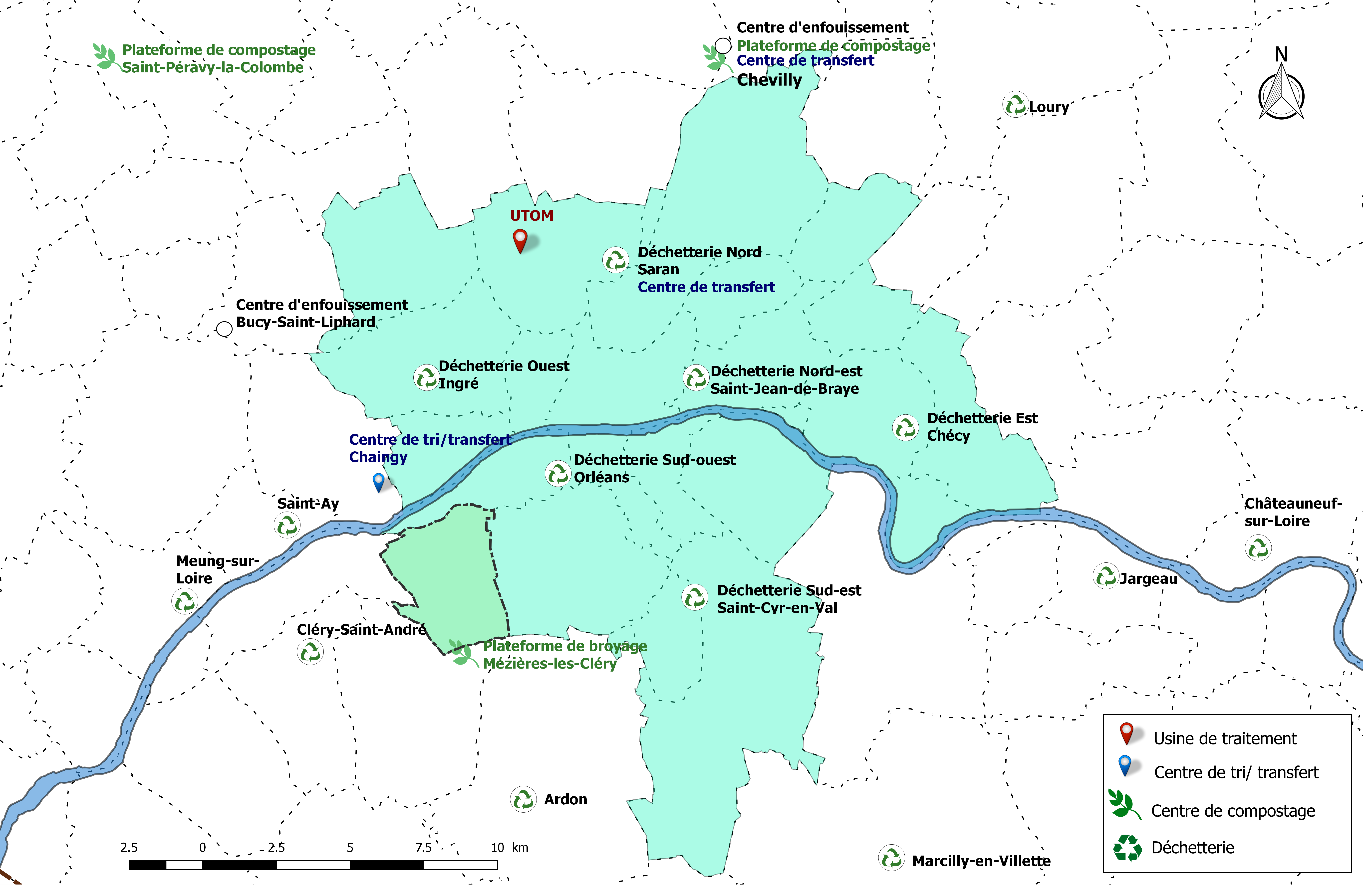
Sites de collecte, de traitement et de valorisation des déchets de la communauté urbaine d'Orléans Métropole, avec localisation de la commune de Saint-Hilaire-Saint-Mesmin.

La collecte, le traitement et la valorisation des déchets est une compétence exclusive de la communauté urbaine Orléans Métropole depuis 2000 (l'intercommunalité était alors communauté de communes). La collecte des déchets ménagers (résiduels et multimatériaux) est effectuée en porte-à-porte sur toutes les communes de la communauté urbaine. Un réseau de six déchèteries accueille les encombrants et autres déchets spécifiques (déchets verts, déchets dangereux, gravats, cartons…).
Une unité de traitement permettant la valorisation énergétique (l’incinération des déchets ménagers résiduels) et la valorisation matière des autres déchets (corps creux, corps plats et multimatériaux) est en service sur la commune de Saran depuis 1996. Elle est exploitée par la société ORVADE, filiale du groupe Veolia.

## Population et société

### Démographie
L'évolution du nombre d'habitants est connue à travers les recensements de la population effectués dans la commune depuis 1793. Pour les communes de moins de 10 000 habitants, une enquête de recensement portant sur toute la population est réalisée tous les cinq ans, les populations de référence des années intermédiaires étant quant à elles estimées par interpolation ou extrapolation. Pour la commune, le premier recensement exhaustif entrant dans le cadre du nouveau dispositif a été réalisé en 2004.
En 2022, la commune comptait 3 156 habitants, en évolution de +4,19 % par rapport à 2016 (Loiret : +1,89 %, France hors Mayotte : +2,11 %).
| 1793  | 1800  | 1806  | 1821  | 1831  | 1836  | 1841  | 1846  | 1851  |
| ----- | ----- | ----- | ----- | ----- | ----- | ----- | ----- | ----- |
| 1 200 | 1 315 | 1 207 | 1 170 | 1 196 | 1 319 | 1 360 | 1 451 | 1 452 |

| 1856  | 1861  | 1866  | 1872  | 1876  | 1881  | 1886  | 1891  | 1896  |
| ----- | ----- | ----- | ----- | ----- | ----- | ----- | ----- | ----- |
| 1 385 | 1 306 | 1 339 | 1 254 | 1 237 | 1 188 | 1 199 | 1 196 | 1 114 |

| 1901  | 1906 | 1911  | 1921 | 1926 | 1931 | 1936 | 1946  | 1954  |
| ----- | ---- | ----- | ---- | ---- | ---- | ---- | ----- | ----- |
| 1 039 | 984  | 1 008 | 962  | 958  | 896  | 943  | 1 017 | 1 236 |

| 1962  | 1968  | 1975  | 1982  | 1990  | 1999  | 2004  | 2006  | 2009  |
| ----- | ----- | ----- | ----- | ----- | ----- | ----- | ----- | ----- |
| 1 418 | 1 623 | 1 835 | 1 775 | 2 025 | 2 353 | 2 539 | 2 592 | 2 804 |

| 2014  | 2019  | 2022  | - | - | - | - | - | - |
| ----- | ----- | ----- | - | - | - | - | - | - |
| 2 959 | 3 071 | 3 156 | - | - | - | - | - | - |

## Culture locale et patrimoine

### Lieux et monuments

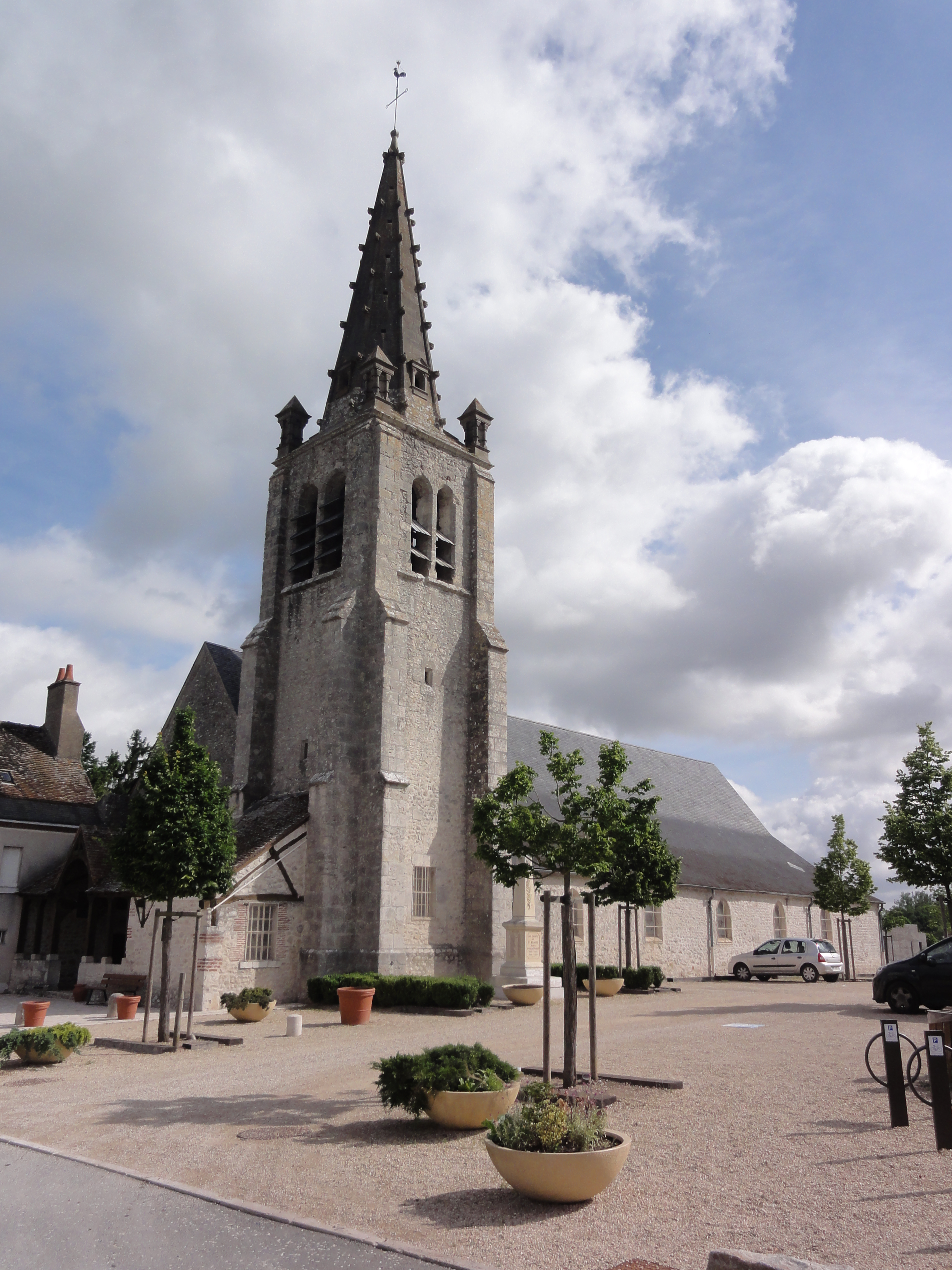
Église Saint-Hilaire

- L'église Saint-Hilaire a été construite entre le XIe et le XIIIe siècle, avec un clocher et un porche du XVIe siècle  inscrits monuments historiques[97]. Est conservé à la mairie un tableau du XVIIe siècle, portrait d'Antoine Rose évêque de Clermont d'Auvergne et abbé de saint Mesmin, inscrit MH au titre d'objet[98].
- La mairie est installée au domaine de la Pie, demeure bourgeoise à colombages, ayant appartenu au comte Choiseul Gouffier, puis à la famille Delaugère, constructeurs automobiles du début du XXe siècle. Les colombages y sont en béton peint. Les travaux de cette maison ont débuté en 1895 en remplacement du bâtiment original, en partie détruit. Il a servi comme hôpital complémentaire lors de la Première Guerre mondiale.
- Le pont Saint-Nicolas.
- La pierre du duc, à l’angle de la rue des Vaslins et de la rue du Bouillon, est située à l'endroit où Poltrot de Méré tira sur le duc François de Guise le 18 février 1563. Après avoir été atteint, le duc  s’écria « je suis mort ». Il réussit à remonter à cheval et à regagner son quartier général. Il mourut quelques jours plus tard, le 24 février 1563[99].

### Sites et paysages remarquables
Le 30 novembre 2000, le Val de Loire, dans son cours moyen de Sully-sur-Loire (Loiret) à Chalonnes-sur-Loire (Maine-et-Loire), est inscrit sur la Liste du patrimoine mondial de l'organisation des Nations unies pour l'éducation, la science et la culture (UNESCO) comme « paysage culturel ». Cette inscription reconnaît au site une « valeur universelle exceptionnelle » fondée sur la densité de son patrimoine monumental, architectural et urbain, l'intérêt du paysage fluvial et la qualité exceptionnelle d’expressions paysagères héritées de la Renaissance et du Siècle des Lumières. Toute altération de la V.U.E. est considérée comme une perte pour la mémoire de l’Humanité. Le préfet de la région Centre, préfet coordonnateur, approuve le plan de gestion pour le Val de Loire patrimoine mondial par arrêté en date du 15 novembre 2012. Trente-cinq communes du Loiret sont concernées, dont Saint-Hilaire-Saint-Mesmin qui a une frange de son territoire inscrite et le reste en zone tampon.

## Personnalités liées à la commune
- Vincent Caillard (1758-1843), industriel français, fondateur, administrateur et directeur général des Messageries Générales de France, est décédé dans la commune.
- Jean-Louis Riguet (1947-2025), écrivain français, réside dans la commune.

## Jumelages
- Erkheim (Allemagne)